# Austrachipteria hammerae
Austrachipteria hammerae är en kvalsterart som beskrevs av J. och P. Balogh 1992. Austrachipteria hammerae ingår i släktet Austrachipteria och familjen Austrachipteriidae. Inga underarter finns listade.